# Bahnstrecke Venedig–Udine
| Bahnhof Udine |                                                                                 |                                           |                                           |
| Streckennummer (RFI): | 53(Venezia S.Lucia–Venezia Mestre) 57 (Venezia Mestre–Sacile) 62 (Udine–Sacile) |                                           |                                           |
| Kursbuchstrecke (IT): | 14                                                                              |                                           |                                           |
| Streckenlänge: | 135 km                                                                          |                                           |                                           |
| Spurweite: | 1435 mm (Normalspur)                                                            |                                           |                                           |
| Stromsystem: | 3 kV =                                                                          |                                           |                                           |
| Maximale Neigung: | 8 ‰                                                                             |                                           |                                           |
| Streckengeschwindigkeit: | 150 km/h                                                                        |                                           |                                           |
| |                                                                                 |                                           |                                           |
| \| \| 266,341 \| Venezia Santa Lucia \| Venezia Santa Lucia \| \| \| \| von Venezia Marittima \| \| \| \| 264,340 \| Deviatoio Estremo Venezia \| Deviatoio Estremo Venezia \| \| \| \| Ponte Nuovo/Ponte Vecchio (3602 m) \| \| \| \| 260,191 \| Venezia Porto Marghera \| Venezia Porto Marghera \| \| \| 257,907 0,000 \| Venezia Mestre \| Venezia Mestre \| \| \| \| von und nach Verona, Trient und Adria \| \| \| \| 0,967 \| Confluenza UD-TS \| Confluenza UD-TS \| \| \| \| nach Triest \| \| \| \| 3,939 \| Venezia Mestre Ospedale seit 2008[1] \| Venezia Mestre Ospedale seit 2008[1] \| \| \| 4,818 \| ehemalige Umfahrung Mestre \| ehemalige Umfahrung Mestre \| \| \| 5,784 \| von Padua und Triest (Umfahrung Mestre) \| von Padua und Triest (Umfahrung Mestre) \| \| \| 9,273 \| Mogliano Veneto \| Mogliano Veneto \| \| \| 13,925 \| Preganziol \| Preganziol \| \| \| 16,396 \| San Trovaso seit 2007[2] \| San Trovaso seit 2007[2] \| \| \| \| von Vicenza \| \| \| \| \| von Montebelluna \| \| \| \| 20,908 \| Treviso Centrale \| Treviso Centrale \| \| \| 23,352 \| Deviatoio Estremo Treviso \| Deviatoio Estremo Treviso \| \| \| \| nach Portogruaro \| \| \| \| 27,212 \| Lancenigo \| Lancenigo \| \| \| 34,734 \| Spresiano \| Spresiano \| \| \| 40,039 \| Susegana \| Susegana \| \| \| 47,861 \| Conegliano \| Conegliano \| \| \| 49,742 \| Deviatoio Estremo Conegliano \| Deviatoio Estremo Conegliano \| \| \| \| nach Ponte nelle Alpi \| \| \| \| 55,495 \| Pianzano \| Pianzano \| \| \| 59,447 \| Orsago \| Orsago \| \| \| \| von Vittorio Veneto \| \| \| \| 64,961 \| Sacile \| Sacile \| \| \| \| nach Gemona del Friuli \| \| \| \| 71,376 \| Fontanafredda \| Fontanafredda \| \| \| \| von Aviano (unvollendet) \| \| \| \| 77,800 \| Pordenone \| Pordenone \| \| \| 86,420 \| Cusano \| Cusano \| \| \| \| von Portogruaro \| \| \| \| 92,912 \| Casarsa \| Casarsa \| \| \| \| nach Pinzano \| \| \| \| 103,674 \| Codroipo \| Codroipo \| \| \| 115,203 \| Basiliano \| Basiliano \| \| \| \| von Cervignano \| \| \| \| 126,573 \| Udine \| Udine \| \| \| \| nach Triest / nach Cividale / nach Tarvis \| \| |                                                                                 |                                           |                                           |
| Kopfbahnhof Streckenanfang | 266,341                                                                         | Venezia Santa Lucia                       | Venezia Santa Lucia                       |
| Abzweig geradeaus und von links |                                                                                 | von Venezia Marittima                     | von Venezia Marittima                     |
| Blockstelle | 264,340                                                                         | Deviatoio Estremo Venezia                 | Deviatoio Estremo Venezia                 |
| Brücke über Wasserlauf |                                                                                 | Ponte Nuovo/Ponte Vecchio (3602 m)        | Ponte Nuovo/Ponte Vecchio (3602 m)        |
| Haltepunkt / Haltestelle | 260,191                                                                         | Venezia Porto Marghera                    | Venezia Porto Marghera                    |
| Bahnhof | 257,907 0,000                                                                   | Venezia Mestre                            | Venezia Mestre                            |
| Abzweig geradeaus, nach links und von links |                                                                                 | von und nach Verona, Trient und Adria     | von und nach Verona, Trient und Adria     |
| Blockstelle | 0,967                                                                           | Confluenza UD-TS                          | Confluenza UD-TS                          |
| Abzweig geradeaus und nach rechts |                                                                                 | nach Triest                               | nach Triest                               |
| Haltepunkt / Haltestelle | 3,939                                                                           | Venezia Mestre Ospedale seit 2008         | Venezia Mestre Ospedale seit 2008         |
| Kreuzung (Querstrecke außer Betrieb) | 4,818                                                                           | ehemalige Umfahrung Mestre                | ehemalige Umfahrung Mestre                |
| Abzweig geradeaus, ehemals von links und ehemals von rechts | 5,784                                                                           | von Padua und Triest (Umfahrung Mestre)   | von Padua und Triest (Umfahrung Mestre)   |
| Bahnhof | 9,273                                                                           | Mogliano Veneto                           | Mogliano Veneto                           |
| Haltepunkt / Haltestelle | 13,925                                                                          | Preganziol                                | Preganziol                                |
| Haltepunkt / Haltestelle | 16,396                                                                          | San Trovaso seit 2007                     | San Trovaso seit 2007                     |
| Abzweig geradeaus und von links |                                                                                 | von Vicenza                               | von Vicenza                               |
| Abzweig geradeaus und von links |                                                                                 | von Montebelluna                          | von Montebelluna                          |
| Bahnhof | 20,908                                                                          | Treviso Centrale                          | Treviso Centrale                          |
| Blockstelle | 23,352                                                                          | Deviatoio Estremo Treviso                 | Deviatoio Estremo Treviso                 |
| Abzweig geradeaus und nach rechts |                                                                                 | nach Portogruaro                          | nach Portogruaro                          |
| Haltepunkt / Haltestelle | 27,212                                                                          | Lancenigo                                 | Lancenigo                                 |
| Bahnhof | 34,734                                                                          | Spresiano                                 | Spresiano                                 |
| Haltepunkt / Haltestelle | 40,039                                                                          | Susegana                                  | Susegana                                  |
| Bahnhof | 47,861                                                                          | Conegliano                                | Conegliano                                |
| Blockstelle | 49,742                                                                          | Deviatoio Estremo Conegliano              | Deviatoio Estremo Conegliano              |
| Abzweig geradeaus und nach links |                                                                                 | nach Ponte nelle Alpi                     | nach Ponte nelle Alpi                     |
| Haltepunkt / Haltestelle | 55,495                                                                          | Pianzano                                  | Pianzano                                  |
| Haltepunkt / Haltestelle | 59,447                                                                          | Orsago                                    | Orsago                                    |
| Abzweig geradeaus und ehemals von links |                                                                                 | von Vittorio Veneto                       | von Vittorio Veneto                       |
| Bahnhof | 64,961                                                                          | Sacile                                    | Sacile                                    |
| Abzweig geradeaus und nach links |                                                                                 | nach Gemona del Friuli                    | nach Gemona del Friuli                    |
| Haltepunkt / Haltestelle | 71,376                                                                          | Fontanafredda                             | Fontanafredda                             |
| Abzweig geradeaus und ehemals von links |                                                                                 | von Aviano (unvollendet)                  | von Aviano (unvollendet)                  |
| Bahnhof | 77,800                                                                          | Pordenone                                 | Pordenone                                 |
| Haltepunkt / Haltestelle | 86,420                                                                          | Cusano                                    | Cusano                                    |
| Abzweig geradeaus und von rechts |                                                                                 | von Portogruaro                           | von Portogruaro                           |
| Bahnhof | 92,912                                                                          | Casarsa                                   | Casarsa                                   |
| Abzweig geradeaus und ehemals nach links |                                                                                 | nach Pinzano                              | nach Pinzano                              |
| Haltepunkt / Haltestelle | 103,674                                                                         | Codroipo                                  | Codroipo                                  |
| Bahnhof | 115,203                                                                         | Basiliano                                 | Basiliano                                 |
| Abzweig geradeaus und von rechts |                                                                                 | von Cervignano                            | von Cervignano                            |
| Bahnhof | 126,573                                                                         | Udine                                     | Udine                                     |
| Abzweig geradeaus, nach links und nach rechts |                                                                                 | nach Triest / nach Cividale / nach Tarvis | nach Triest / nach Cividale / nach Tarvis |

Die Bahnstrecke Venedig–Udine verbindet Venedig, die Hauptstadt der Region Venetien, mit Udine in der Region Friaul-Julisch Venetien. Sie ist mit der Zugsicherung SCMT ausgestattet und wird durch RFI betrieben. Die Strecke ist zweigleisig ausgebaut und mit 3.000 V Gleichstrom elektrifiziert. Der Streckenabschnitt Venezia Santa Lucia–Venezia Mestre mit der Brücke über die Lagune von Venedig ist viergleisig ausgebaut. Größere entlang der Strecke liegende Städte sind Mogliano Veneto, Treviso, Conegliano und Pordenone.

## Geschichte
Die Bahnstrecke wurde zur Zeit der österreichischen Herrschaft im Königreich Lombardo-Venetien etappenweise zwischen 1842 und 1860 erbaut, wobei der kurze Anfangsteil Venezia Santa Lucia – Marghera zuerst als Teil der Bahnstrecke Mailand–Venedig in den 1840er Jahren entstand. 1851 erfolgte der Weiterbau von Marghera nach Treviso. 1866 fiel das Kronland Venetien mit dem Frieden von Wien an das Königreich Italien.
Die Elektrifizierung mit 3000 kV Gleichstrom wurde 1960 in Betrieb genommen.

## Streckenverlauf
Die Bahnstrecke verlässt den Bahnhof Bahnhof Venezia Santa Lucia über die Lagune von Venedig mittels eines viergleisigen Viadukts (Ponte Vecchia) parallel zur Straßenbrücke und fädelt bei Marghera nach der Station Venezia Mestre nordwärts in einem Rechtsbogen aus der Magistrale nach Mailand aus. Geradlinig gelangt die Bahnstrecke in der Norditalienischen Tiefebene nach Treviso. Nach Überquerung des Flusses Sile wird die Himmelsrichtung beibehalten, bei Ponte della Priula der Piave überbrückt und schließlich Conegliano an den Colline del Prosecco der Belluneser Alpen erreicht. Von nun ab geht es weiter in gestreckter Linienführung ostwärts über Sacile und Pordenone bis zur Querung des Tagliamento vor Codroipo, von wo aus eine lange Gerade nach Udine führt.

## Betrieb

### Personenverkehr
Die Personenverkehrsleistungen werden durch Trenitalia erbracht. Alle zwei Stunden verkehren in einem Taktfahrplan Regionalzüge von Venedig über Udine nach Triest. Sie halten nur in den größeren Bahnhöfen. Ergänzt werden diese Züge durch Regionalzüge, welche alle Orte entlang der Strecke bedienen, jedoch nur unregelmäßig verkehren. Zwischen Venedig und Conegliano nutzen auch die Regionalzüge in Richtung Belluno und Calalzo di Cadore die Strecke. Im internationalen Personenfernverkehr zwischen Österreich und Italien gibt es im aktuellen Fahrplan (2011) nur noch drei Nachtzugpaare, davon zwei täglich. Das letzte zu Tageszeiten verkehrende internationale Zugpaar wurde zum Fahrplanwechsel im Dezember 2009 eingestellt. Weiterhin gibt es einmal pro Tag eine Eurostar-Italia-Verbindung von und nach Rom sowie eine Eurostar-City-Italia-Verbindung von und nach Mailand. Ein InterCityNotte-Zugpaar von Udine nach Neapel und zurück befährt ebenfalls die Strecke. Zwischen Venezia Mestre und Treviso ist eine Ausweitung des Angebots mit einem Taktfahrplan und kurzen Intervallen geplant, hierzu wurden 2007 und 2008 auch die neuen Haltestellen San Trovaso und Venezia Mestre Ospedale eröffnet.

### Güterverkehr
Im Güterverkehr wird die Strecke vorrangig durch internationale Züge der Relation Österreich–Italien befahren, darunter die gemischten Züge von Villach Süd Großverschiebebahnhof nach Bologna, Mailand und Neapel, das einmal wöchentlich verkehrende Containerzugpaar Wien–St. Michael–Verona Quadrante Europa und die Autozüge von den Fiat-Werken in der Tschechischen Republik nach Verona, Fossacesia und Turin. Auch Stahlzüge von Cittadella zu den Werken der Voestalpine AG in Linz befahren die Strecke. Im regionalen Güterverkehr benutzen in erster Linie gemischte Züge die Strecke, welche über Udine zum Güterbahnhof Cervignano Smistamento fahren. Viele dieser Züge verlassen die Strecke bereits in Treviso Centrale wieder, um von dort weiter nach Castelfranco Veneto und Padua beziehungsweise nach Vicenza zu fahren.

### Fahrzeugeinsatz
Im Personennahverkehr kommen vor allem Wendezüge mit Lokomotiven der Reihe E.464 und TAF-Elektrotriebwagen zum Einsatz. Die internationalen Fernzüge werden normalerweise von den Reihen E.444, E.402A und E.656 gezogen, im Fahrplan 2009 werden, bis auf den Fahrradwagen bei den EuroCity-Zügen, der durch Trenitalia gestellt wird, nur Wagen der ÖBB-Personenverkehr AG eingesetzt. Die Eurostar-Italia-Zugpaare werden durch einen Triebwagen der Reihe ETR 460 gebildet, das Eurostar-City-Italia-Zugpaar nach Mailand besteht aus einer Freccia-Bianca-Garnitur. Der letzte lokbespannte nationale Fernzug von und nach Rom wurde im Jahr 2008 eingestellt. Im Güterverkehr kommen vorrangig Lokomotiven der Reihen E.655, E.652 und E.412 zum Einsatz.
Seit Dezember 2013 wird diese Strecke wieder von einem täglich verkehrenden EC-Zugpaar Wien–Venedig befahren. Die Garnitur besteht aus einer ÖBB 1216 und ÖBB-Fernverkehrswagen. Für den Fahrplanwechsel im Dezember 2017 ist darüber hinaus der Einsatz von Railjet-Garnituren geplant, welche mit Mehrsystem-Lokomotive ausgestattet werden sollen.